# 藤原貞敏
藤原 貞敏（ふじわら の さだとし）は、平安時代初期から前期にかけての貴族。藤原京家、刑部卿・藤原継彦の六男。官位は従五位上・掃部頭。

## 経歴
承和2年（835年）美作掾兼遣唐准判官に任ぜられる（この時の位階は従六位下）。二度の渡航失敗を経て、承和5年（838年）入唐し長安に赴く。『日本三代実録』の貞敏の薨伝によれば、貞敏は劉二郎という琵琶の名人に教えを請うために砂金200両を贈った。劉二郎は「往来を行うのが貴い礼であり、請うなら、伝えよう」と言って、すぐに3調の琵琶を授けると、貞敏は2,3ヶ月の間に妙曲を習得してしまった。劉二郎はさらに数十曲の楽譜を贈って、「師匠は誰か、既に日本で妙曲を学んできたのか」と問うたところ、貞敏は「（音楽は）累代の家風で、特に師匠はいない」ことを答えた。劉二郎は感心して、自らの娘（劉娘）を貞敏に娶らせるが、劉娘は箏に優れ、貞敏はさらに新曲を数曲学んだという。承和6年（839年）貞敏の帰国にあたって、劉二郎は送別の宴を開き紫檀と紫藤の琵琶各1面ずつを贈ったという。これに対して、『琵琶譜』（伏見宮本）に記された貞敏の跋文とされる文章には貞敏は揚州の州衙から派遣された廉承武という人物から揚州の開元寺にて教えを受けたと記されている。これに対して、承和の遣唐使は唐の政情不安を理由に代表者34名のみが長安に入り、残りの大半は寄港地の揚州に留まっていたことから、『日本三代実録』の記事に誤りがあって『琵琶譜』の方が事実関係を伝えていると考えられている。
上記のように、承和6年（839年）8月に貞敏は琵琶の名器「玄象」「青山」（ともに仁明天皇の御物）及び「賀殿」など琵琶曲の楽譜を携えて日本に帰国する。なお、一説では貞敏は唐で結婚した妻を連れて帰国し、妻は日本に箏を伝えたともいう。9月に渡唐の功労により正六位上に叙せられ、10月には仁明天皇臨席の元で紫宸殿で開催された宴において琵琶の演奏を披露している。
帰国後、承和7年（840年）三河介、承和8年（842年）主殿助次いで雅楽助を経て、承和9年（842年）従五位下に叙爵する。承和14年（847年）雅楽頭に昇格すると、仁明朝末から文徳朝にかけてこれを務めた。またこの間、斉衡3年（856年）に東大寺正倉院で行われた曝涼の作業を司る曝涼使に任じられたが、これは正倉院に収められた古い楽器の調査も兼ねていたと推定される。翌4年（857年）従五位上に昇叙している。
文徳朝末の天安2年（858年）掃部頭に転じ、清和朝でも引き続きこれを務めている。貞観9年（867年）10月4日卒去。享年61。最終官位は従五位上行掃部頭。

## 人物
若い頃から音楽を非常に愛好し、好んで琴を学んだが、琵琶が最も優れていた。他に才芸はなかったが、琵琶の演奏をもって三代（仁明・文徳・清和）の天皇に仕えた。特別な寵遇を受けることはなかったが、その名声は高かった。また、多くの琵琶の秘曲を日本にもたらしたことから、琵琶の祖とされる。

## 官歴
『六国史』による。
- 時期不詳：従六位下
- 承和2年（835年） 日付不詳：美作掾。10月19日：遣唐准判官
- 承和6年（839年） 9月28日：正六位上
- 承和7年（840年） 日付不詳：三河介
- 承和8年（842年） 日付不詳：主殿助。日付不詳：雅楽助
- 承和9年（842年） 正月7日：従五位下
- 承和14年（847年） 2月11日：雅楽頭
- 仁寿4年（854年） 5月22日：次侍従
- 斉衡3年（856年） 正月12日：兼備前介
- 斉衡4年（857年） 正月7日：従五位上
- 天安2年（858年） 日付不詳：解官（母服喪）。3月8日：掃部頭
- 貞観6年（864年） 正月16日：兼備中介
- 貞観9年（867年） 10月4日：卒去（従五位上行掃部頭）

## 系譜
『尊卑分脈』による。
- 父：藤原継彦
- 母：不詳
- 生母不詳の子女
  - 男子：藤原良春
  - 男子：藤原晨省